# Daniel Matter
Daniel Matter, né en 1957, est un astronome amateur français.
Le Centre des planètes mineures le crédite de la découverte de six astéroïdes, effectuée entre 1997 et 2004, toutes avec la collaboration de Christophe Demeautis.
L'astéroïde (59833) Danimatter, lui est dédié.
| (26984) Fernand-Roland | 1er novembre 1997 |
| (186832) Mosser        | 17 mars 2004      |
| (267978) 2004 FV162    | 16 mars 2004      |
| (288430) 2004 EQ21     | 15 mars 2004      |
| (366235) 2012 US141    | 8 mars 2003       |